# اختلال خودپوست خواری

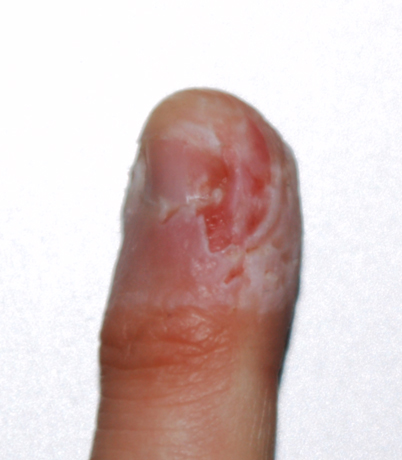
فرد مبتلا به درماتوفاژی با شدت جویده شدگی بالا

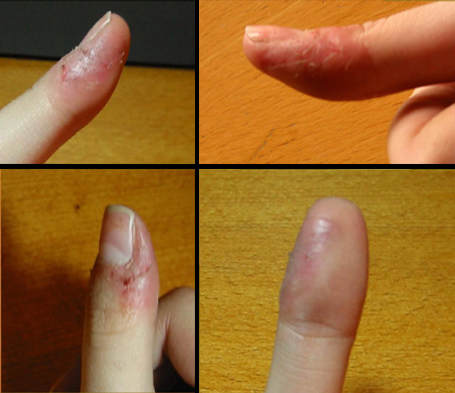
انگشتان فرد مبتلا به درماتوفاژی. بعد از مدتی، گاز گرفتن مکرر باعث تغییر رنگ پوست و خون ریزی می‌شود.

Dermatophagia; درماتوفاژی (برگرفته از یونانی باستان δέρμα - پوست - و φαγεία - خوردن) یک اختلال اجبار از جویدن یا گاز گرفتن پوست خود، اغلب در انگشتان است. این عمل می‌تواند یا آگاهانه یا ناخودآگاه باشد. افرادی که مبتلا به درماتوفاژی هستند به‌طور معمول پوست اطراف ناخن را گاز می‌گیرند که با گذشت زمان منجر به خونریزی و تغییر رنگ می‌شود. برخی از افراد همچنین روی پوست بندانگشتان خود را می‌جوند که با حرکت انگشتان می‌تواند منجر به درد و خونریزی شود. پیشنهاد شده‌است که dermatodaxia اصطلاح مناسب تری برای این بیماری خواهد بود، زیرا پسوند phagia به خورده شدن اطلاق می‌کند. در بیشتر موارد درماتوفاژی در انسان، پوست بدون استفاده خوراکی جویده می‌شود. در خزنده‌شناسی (herpetology)، از درماتوفاژی برای توصیف عملکردی استفاده می‌شود که در آن دوزیستان و خزندگان پوستی را که می‌ریزند (پوست اندازی) می‌خورند اما این چیزی نیست که در انسان رخ می‌دهد. مبتلایان به این اختلال، زخم ایجاد شده در محل جویده شده را توسعه نمی‌دهند و موجب از بین رفتن کامل پوست نشده بلکه این کار ضخیم‌تر شدن پوست این مناطق را به دنبال می‌آورد. این اطلاعات حاکی از آن است که پوست به‌طور سطحی در حال گاز گرفته شدن و جویده شدن است و نه خورده شدن.
از راه های درمان میتوان به آدامس جویدن و مشغول نگه داشتن دستان خود اشاره کرد.
تحقیقات معاصر حاکی از ارتباط بین اختلالات کنترل تکانه و اختلالات وسواس فکری است، و طبق بررسی‌های انجام شده در DSM-5 , درماتوفاژی و سایر اختلالات مرتبط با آن به عنوان «سایر اختلالات مربوط به وسواس فکری» طبقه‌بندی می‌شوند.